# Rinorea brevipes
Rinorea brevipes là một loài thực vật có hoa trong họ Hoa tím. Loài này được (Benth.) S.F. Blake miêu tả khoa học đầu tiên năm 1924.